# Club S500
Club S500 es una revista de información  diexista dedicada al mundo de las telecomunicaciones, especialmente en la onda corta. Dispone de un suplemento técnico que explica los diversos montajes sencillos de receptores para la escucha de las emisiones radiales.

## Historia
El Club S500 nació en el año 2003. Fue evolucionando para incorporar en sus páginas noticias referidas al diexismo de la onda corta en todas sus vertientes.
La publicación logró aceptación en el medio por dos motivos básicos:
1. Gracias a su distribución gratuita en formato electrónico PDF, ya que tiene una tirada impresa testimonial, consiguiendo unas descargas de la revista por Internet que se elevan a más de 1.500 para cada número.[2]
2. La aparición en sus secciones de aficionados y profesionales del mundo de las ondas que intervienen periódicamente, sumando más de 30 colaboradores habituales.

Para 2014 es una publicación de sesenta páginas con periodicidad semestral.
Los artículos contienen aportes de emisoras internacionales como Radio Eslovaquia Internacional, Radio Praga, Radio Exterior de España, Radio Damasco,  Radio Rumanía Internacional, Radio Nederland…).
En marzo de 2013 apareció el primer número del suplemento técnico del S500. Titulado Más que Radio (MQR) concentra un contenido dedicado a los montajes de receptores.

### Diexismo
Desde sus páginas se han iniciado diversas reivindicaciones en contra del cierre de algunos servicios en lengua extranjera de emisoras de radiodifusión, pero también se ha apostado por el reconocimiento del diexismo y del diexista a nivel mundial solicitando, por ejemplo, de la Real Academia Española (RAE) la inclusión de estos términos en el diccionario de la lengua española. Se consiguió en 2013 que un idioma oficial, el valenciano, fuera el primero del mundo en reconocer estos vocablos y de esta manera aparecieran en el diccionario normativo de la Academia Valenciana de la Lengua (AVL), traducidos y con definición propia.

## Alcance
Las referencias a esta publicación pueden encontrarse en gran variedad de foros y páginas web de temática radial, pero también es recomendada por radioaficionados y revistas técnicas, así como por las propias emisoras estatales en sus programas dedicados a los radioyentes y diexistas.

## Editores
- Emilio Sahuquillo Dobón
- Julio Martínez Juan

## Datos adicionales
- Revista con Licencia Creative Commons 2.5
- ISSN. 1885-1274
- Depósito Legal B–34.610 2005
- Editada en Valencia (España)